# 두 국가 해법

두 국가 해법(two-state solution) 또는 2국가 해법은 이스라엘과 팔레스타인 간의 분쟁 해결 방안 가운데 하나로 "두 그룹의 사람들을 위한 두 개의 국가" 방안을 가리킨다. 양국안(한국 한자:兩國案)이라는 표현도 가끔 쓴다. 두 국가 해법이란 1947년 유엔이 지정한 팔레스타인 분할안과 1967년 6일 전쟁 이전의 팔레스타인 국경을 유지하자는 것으로, 여기서 두 국가란 팔레스타인과 이스라엘을 가리킨다. 두 국가 해법은 오슬로 협정과 이후 후속 평화 협정을 통해 보장되었지만, 이스라엘 측은 두 국가 해법에 대해 회의적인 시각을 보내고 있다. 팔레스타인의 국제적 승인은 두 국가 해법에 기초하여 진행 중이며, 팔레스타인 194 역시 두 국가 해법에 따른 팔레스타인의 유엔 회원국 신청이라고 볼 수 있다.

## 같이 보기
- 일국 방안
- 삼국 방안